# Àngel de la guarda

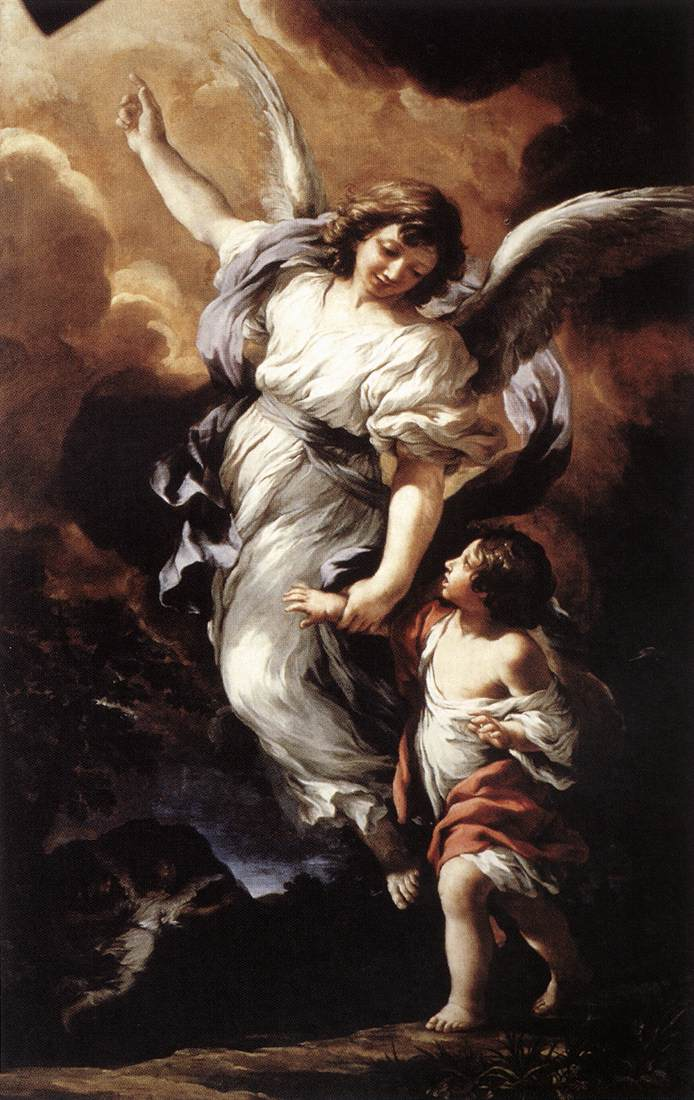
Àngel de la guarda, per Pietro da Cortona, 1656.

L'àngel de la guarda, o àngel custodi (llatí, singular: angelus custos; plural: angeli custodes; grec, singular: ὁ φύλαξ ἄγγελος, ὁ προστάτης ἄγγελος; plural: οἱ φύλακες ἄγγελοι, οἱ προστάται ἄγγελοι), en el cristianisme, és un àngel que Déu atorga a cada ésser humà, per a protegir-lo i acompanyar-lo durant tota la seua vida. Tanmateix cal tenir clar que el concepte d'àngel de la guarda no apareix a la Bíblia, sinó que, tot versemblantment, és un concepte desenvolupat a partir del d'àngel protector, esmentat a algun passatge, com ara Daniel 10:13 (val a dir que interpretant el text hebreu, que no parla explícitament d'àngel protector: וְשַׂר מַלְכוּת פָּרַס, עֹמֵד לְנֶגְדִּי עֶשְׂרִים וְאֶחָד יוֹם).
En diverses ocasions el papa Francesc ha dedicat algunes reflexions a la importància dels Àngels de la Guarda; durant l'homilia de la Missa a la Casa de Santa Marta va expressar que l'Àngel Guardià sí existeix, no és una fantasia sinó un company que Déu ha posat a cada un en el camí de la vida. 'Àngel de la Guarda "està sempre amb nosaltres" i que "el Senyor ens diu: 'Tinguis respecte per la seva presència! Escolta la seva veu, perquè ell ens aconsella". També va dir que el nostre àngel és "un amic que no veiem, però que escoltem". Un amic que un dia "estarà amb nosaltres al Cel, en l'alegria eterna".
Demanar ajuda a aquesta presència celestial amb confiança implica rebre consells a través d'intuïcions i inspiracions també per a les nostres decisions a la vida quotidiana.
L'àngel guardià és debatut específicament a l'article 336 del Catecisme de l'Església catòlica.
La presència de l'àngel guardià ha estat un testimoniatge de diferents Sants.
La festa dels Àngels de la Guarda se celebra el 2 d'octubre.